# الانتخابات الرئاسية التونسية 1969
الانتخابات الرئاسية التونسية 1969 هي انتخابات رئاسية نظمت في تونس في 2 نوفمبر 1969. هي ثالث انتخابات من نوعها.

الحبيب بورقيبة في ثالث ولاية له حتى هذه الانتخابات، هو المرشح الوحيد فيها، وذلك عن حزب الحزب الاشتراكي الدستوري. فاز بورقيبة بهذه الانتخابات بنسبة 100%.
|                            |                                         | الأصوات   | % من المسجلين   | % من المصوتين |
| -------------------------- | --------------------------------------- | --------- | --------------- | ------------- |
| المسجلين                   | المسجلين                                | ?         |                 |               |
| المصوتين                   | المصوتين                                | 122 367 1 | ?               |               |
| الأصوات المصرح بها         | الأصوات المصرح بها                      | 939 363 1 |                 | 99.8%         |
| الأصوات البيضاء أو التالفة | الأصوات البيضاء أو التالفة              | 183 3     |                 | 0.2%          |
| الإمتناع عن التصويت        | الإمتناع عن التصويت                     | ?         | ?               |               |
|                            |                                         |           |                 |               |
| المرشح الحزب السياسي       | المرشح الحزب السياسي                    | الأصوات   | % من المصرح بها |               |
|                            | الحبيب بورقيبة الحزب الاشتراكي الدستوري | 939 363 1 | 100%            |               |

## مقالات ذات صلة
- الانتخابات التشريعية التونسية 1969